# Butte (Montana)
Butte – miasto w Stanach Zjednoczonych, w stanie Montana, siedziba administracyjna hrabstwa Silver Bow, w Górach Skalistych. W 1977 roku Butte połączono z Silver Bow. Butte jest centrum administracyjnym hrabstwa Silver Bow.  Ponad 35 tys. mieszkańców. Ośrodek górnictwa odkrywkowego, wydobywa się tu rudy miedzi, ołowiu i cynku oraz srebro i złoto. Miasto jest też ośrodkiem przemysłu maszyn górniczych. Ma tu siedzibę wyższa szkoła górnicza będąca oddziałem University of Montana. Miejsce urodzenia dziennikarki i pisarki Barbary Ehrenreich. Miejsce akcji filmu Wima Wendersa Don't Come Knocking. Miasto partnerskie polskiego Bytomia.

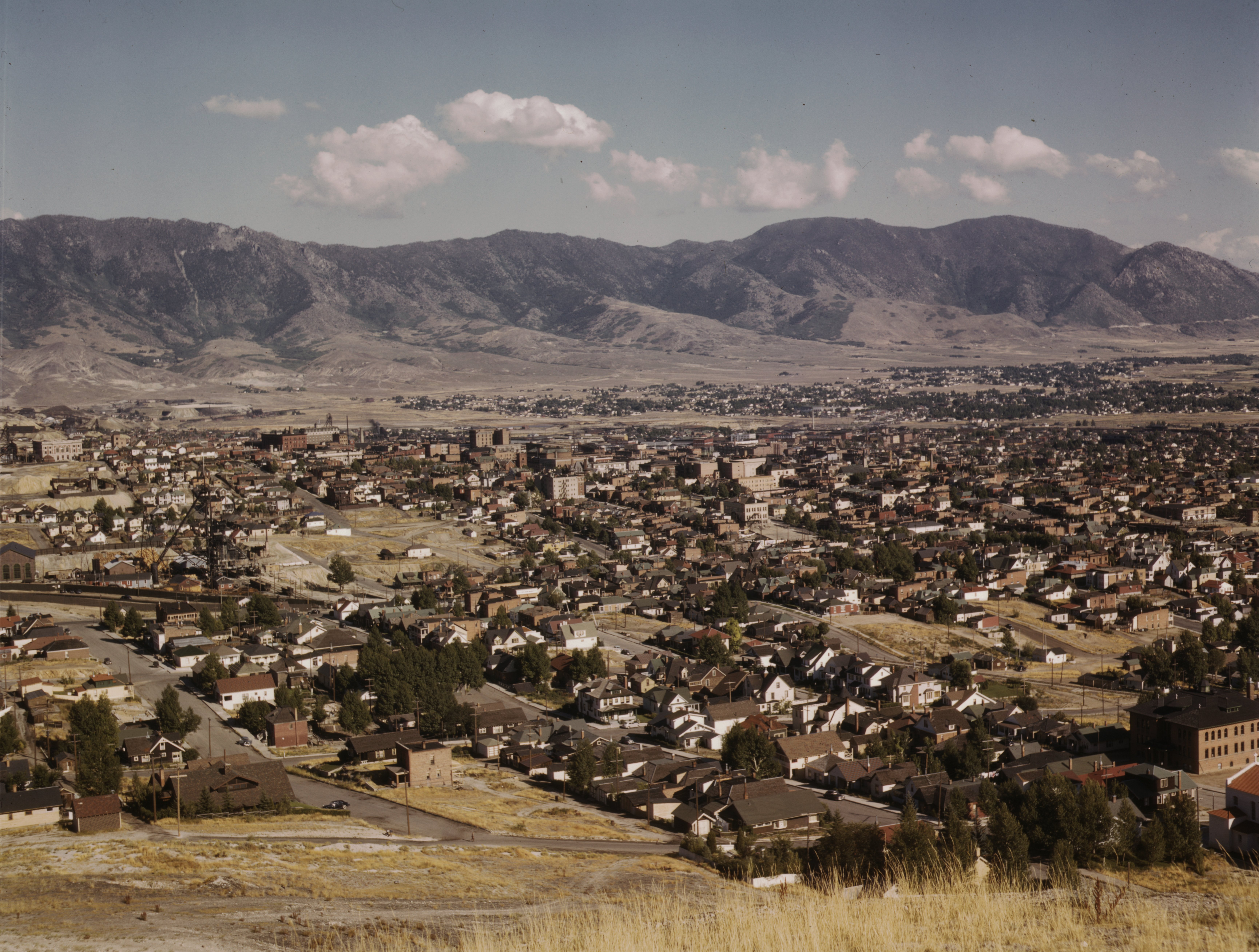
Widok miasta w 1942

Kopalnia Continental jest jedną z największych kopalni srebra w Stanach Zjednoczonych. 